# 필리핀 해군
필리핀 해군( - 海軍, 타갈로그어: Hukbong Dagat ng Pilipinas, 영어: Philippine Navy, PN)은 필리핀 국방부 산하에 있는 군사조직이며, 주로 영해 보호를 책임진다. 함명 앞에는 BRP가 붙는다. 여기서 BRP는 Barko ng Republika ng Pilipinas, 즉 '필리핀 공화국의 군함'을 가리킨다.
필리핀 해병대 10,300명을 포함하여 약 24,500명의 현역 병력을 보유하고 있다. 필리핀 해군은 90척의 전투 함정, 16척의 보조 함정, 25대의 유인 항공기, 8대의 무인 항공기를 운용하고 있다. 1898년 5월 20일 필리핀 혁명 해군의 뿌리를 추적한 결과, 1939년 2월 9일 해상 순찰대 창설 당시 현대적 기반이 조성된 PN은 현재 필리핀 해역 내에서 해상 전쟁 작전과 해상 순찰 임무를 담당하고 있으며, 남중국해와 벤햄 라이즈를 포함한 필리핀의 해양 이익을 보호하는 임무를 맡고 있다.
필리핀 해안경비대는 1998년에 별도의 해양 법 집행 기관이 된 이전 부속 부대인 필리핀 해안경비대와 해상 국경 순찰 임무를 분담하고 있다. PN은 또한 술루해에서 해적 퇴치 임무를 수행하고 있으며, 재난 이후 인도주의 지원 작전 중에 해군 자산을 배치하는 임무도 맡고 있다. PN의 본부는 마닐라의 호세 안드라다 해군 기지에 위치해 있으며, 현재 필리핀 해군의 부제독 계급을 맡고 있는 기함 장교가 이끌고 있다.
필리핀 함대와 필리핀 해병대라는 두 가지 유형의 사령부가 그 아래에 있다. 필리핀 함대는 해군 플랫폼에서 책임을 지고 있으며, 필리핀 해병대는 상륙 부대를 담당다.

## 장비 목록

### 전투함
- 호세 리잘급 호위함 2척[1]
- 콘라도 얍급 초계함 1척 + 1척 추가도입예정[2]
- 자신토급 연안 초계함 3척

### 항공기
33대의 유인 항공기와 25대의 무인 항공기 (UAV)로 구성된 8개의 해군 항공자산을 보유하고 있다. 주로 해상 정찰 및 지원 임무를위한 자산으로 해군 작전을 위해 이러한 부대를 준비하고 제공한다. 본부는 Cavite City의 Danilo Atienza 공군 기지에 있다.
- 제 32해상순찰 및 정찰대대 (Beechcraft King Air C-90),
- 해군 항공비행중대 MF-30 (BN-2A 섬 주민),
- 해군 항공비행대 MH-40 (Leonardo AW159 Wildcat, AgustaWestland AW109E Power 및 MBB Bo 105C),
- 제71해상무인항공정찰대대(Boeing Insitu ScanEagle)
- 해군 항공학교 센터 NATS-50 (Cessna Skyhawk 172M 및 Robinson R22 Beta II).

## 같이 보기
- 필리핀군(tl:Sandatahang Lakas ng Pilipinas)
  - 필리핀 육군(tl:Hukbong Katihan ng Pilipinas)
  - 필리핀 공군(tl:Hukbong Himpapawid ng Pilipinas)